# 漣水戰鬥 (北洋政府時期)
漣水（湘潭）戰鬥發生於1926年7月5－8日，地點則是在中國湘中一帶，是國民革命軍北伐戰爭的戰鬥之一。漣水（湘潭）戰鬥的交戰雙方，一方為國民革命軍右路軍四軍，另一方為湘軍三師。
該役通常被國軍稱為「北伐」戰役成功的先發。

## 參看
- 中華民國北洋政府時期內戰戰鬥列表